# Langebarn
Langebarn er en gruppe af benfisk med 11 arter fordelt på 8 slægter. Systematisk er der tale om en underfamilie i buskhovedfamilien (Lumpeninae) – eller ifølge nogle forfattere en selvstændig familie (Lumpenidae). Det er saltvandsfisk som lever i Arktis, det nordlige Stillehavet og det nordlige Atlanterhav.
Det er langstrakte fisk som adskiller sig fra andre fisk i buskhovedfamilien ved blandt andet en lang,
slank kropsform og længere tarme. De har fået navnet langebarn på grund af en vis lighed med små langer.
Der findes to arter af langebarn i danske farvande:
- Spidshalet langebarn – op til 30-35 cm lange, i sjældne tilfælde over 40 cm.
- Plettet langebarn – sjældent over 16 cm lange

## Eksterne henvisnger
- Spidshalet langebarn i Atlas over danske saltvandsfisk
- Plettet langebarn i Atlas over danske saltvandsfisk